# Sergio Castillo
Sergio Rogelio Castillo (Libertador General San Martín, 26 de setembro de 1970) é um ex-futebolista argentino naturalizado boliviano que atuava como meia.

## Carreira
Sergio Rogelio Castillo integrou a Seleção Boliviana de Futebol na Copa América de 1997.

## Títulos
Seleção Boliviana
- Copa América de 1997: 2º Lugar